# Erich Kunz
Erich Kunz (20 de Maio de 1909 - 8 de Setembro de 1995) foi um barítono austríaco, particularmente associado com os papéis de Papageno e Beckmesser. Ele estudou em Viena com Lierhammer e Duhan, e fez sua estréia em Opava, como Osmin em 1933. Ele então cantou em Plauen de 1936 até 1937 e em Breslau de 1937 até 1941. Ele fez sua estréia na Ópera Estatal de Viena em 1940, onde ele rapidamente se estabeleceu como um especialista em papéis de Mozart, como Figaro, Leporello, Guglielmo, Papageno e também cantou esses papéis no Festival de Salzburgo e no Festival Aix-en-Provence. Ele também foi renomado pela interpretação de Beckmesser. Kunz se apresentou pela primeira vez no Festival de Bayreuth em 1943, permanecendo lá até 1951. Ele fez aparições na Ópera de Paris e no Metropolitan Opera de Nova Iorque entre 1952 e 1954.